# La Mort du général Montgomery à la bataille de Québec, le 31 décembre 1775
La Mort du général Montgomery à la bataille de Québec, le 31 décembre 1775 (titre original en anglais : The Death of General Montgomery in the Attack on Quebec, December 31, 1775) est une huile sur toile de John Trumbull exécutée en 1786.

## Description
Le sujet de ce tableau est la mort du militaire américain Richard Montgomery à la bataille de Québec le 31 décembre 1775, durant l'invasion du Québec, une opération militaire majeure de la Continental Army dans le cadre de la guerre d'indépendance des États-Unis.
C'est le deuxième tableau d'une série de peintures historiques sur la guerre réalisée par Trumbull, le premier étant La Mort du général Warren à la bataille de Bunker Hill, le 17 juin 1775.
Cette peinture est conservée à la Yale University Art Gallery, à New Haven, aux États-Unis.
Une gravure de Johan-Frederik Clemens publiée en 1798 à Londres en fut la première traduction.